# Melanargia maritima
Melanargia maritima är en fjärilsart som beskrevs av Wagener 1959 . Melanargia maritima ingår i släktet Melanargia och familjen praktfjärilar. Inga underarter finns listade i Catalogue of Life.